# Валепержа
Валепержа — річка в Молдові й Україні в мехаж Такарлійського й Болградського районів Молдови й Одеської області. Права притока річки Киргиж-Китаю (басейн Дунаю).

## Опис
Довжина річки 21 км, похил річки 5,8 м/км, площа басейну водозбору 108 км², найкоротша відстань між витоком і гирлом — 18,98 км, коефіцієнт звивистості річки — 1,11. Формується декількома струмками та загатами. На деяких ділянках річка пересихає.

## Розташування
Бере початок у селі Валя-Пержей. Тече переважно на південний схід через село Дмитрівку й на західній околиці села Нова Іванівка впадає в річку Киргиж-Китай.

## Цікаві факти
- На річці існує газгольдер та газові свердловини[2].